# Alliance du peuple de Sabah
L'Alliance du peuple de Sabah (en malais : Gabungan Rakyat Sabah abrégé GRS) est une coalition politique malaisienne créée par le ministre de chef de Sabah Hajiji Noor (en).

## Résultats électoraux
| Année | Voix    | %    | Élus    | Rang |
| ----- | ------- | ---- | ------- | ---- |
| 2022  | 194 324 | 1,25 | 6 / 222 | 6e   |